# آکیتا (سگ)
آکیتا اینو (ژاپنی: 秋田犬) یکی از نژادهای سگِ بزرگ جثه است و اصالتش به مناطق کوهستانی شمال ژاپن برمی‌گردد. در حال حاضر دو گونه جداگانه از این سگ در دنیا وجود دارد: گونه ژاپنی که معمولاً به نام آکیتا اینو شناخته می‌شود و گونه آمریکایی که به آکیتا یا آکیتای آمریکایی معروف است.
سگ آکیتا پوشش موهایی دولایه و کوتاه دارد و از این نظر به نژادهای اشپیتز شمالی مثل ژرمن شپرد یا سگ هاسکی سیبری شباهت دارد.
آکیتا سگی قدرتمند، مستقل و سلطه‌گر است؛ با غریبه‌ها ارتباط خوبی ندارد اما عاشق صاحبش و اعضای خانواده است. در تمام کشورها به جز ایالات متحده، دو گونه آمریکایی و ژاپنی آکیتا دو نژاد جداگانه در نظر گرفته می‌شوند؛ با این‌حال، در ایالات متحده آمریکا اغلب این دو به عنوان گونه‌های متفاوت از یک نژاد شناخته می‌شوند.

## مشخصات
آکیتا، سگ شجاع، و خانواده گرا و قوی است. سگ‌های آکیتا دارای غرایز قوی نگهبانی و حفاظتی و ارضی هستند. آکیتا سگی آرام، بزرگ و قدرتمند است که می‌تواند تهدید آمیز باشد. بعضی از آن‌ها آرام هستند و برخی از آن‌ها پرخاشگر، بنابراین نژاد همیشه باید در اطراف کودکان نظارت شود.
آکیتا روشن و حساس است، اما او همچنین مستقل، لجباز، و غالب است، بنابراین در اوایل آموزش ممکن است شمارا به عنوان رهبر نپذیرد، با این حال، با صبر و پشتکار، آکیتا به دلیل هوش خود، بسیار تربیت شدنی است. آنها نیاز متوسطی به ورزش دارند و باید روزانه مقداری ورزش کنند. آکیتا بخشی از خانواده شما خواهد بود، یک حامی وفادار با فداکاری بی نظیر است که اغلب مورد استفاده خانم‌ها قرار می‌گیرد چون این سگ حامی بی نظیر صاحب خود است.

## ویژگی‌های ظاهری

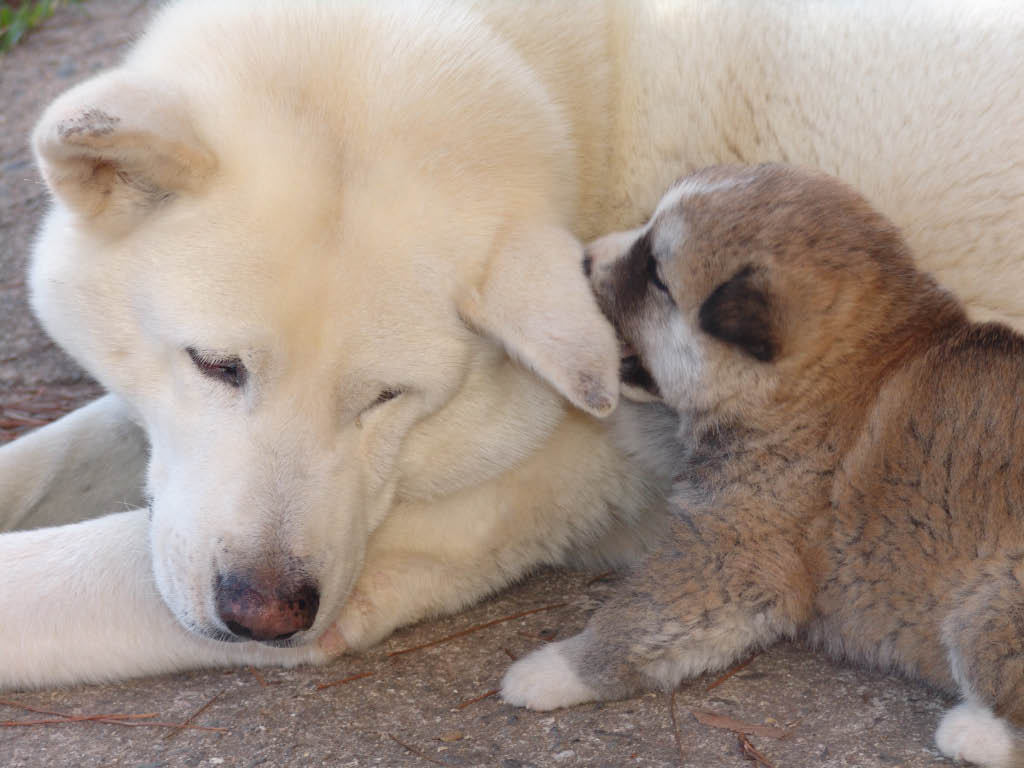
آکیتای کوچک ژاپنی در کنار مادرش

وزن در نرها: ۵۴–۳۴ کیلوگرم در ماده‌ها: ۵۰–۳۴ کیلوگرم
ارتفاع در نرها: ۷۱–۶۶ سانتی‌متر و در ماده‌ها: ۶۶–۶۱ سانتی‌متر
آکیتا می‌تواند در رنگ‌های مختلفی از جمله سفید خالص، قرمز، کنجدی و بریندل (دارای موی خاکستری یا زرد مایل به قهوه ای که راه راه یا لکه‌های پر رنگی داشته باشد) دیده می‌شود.
در آکیتای ژاپنی (به استثنای آنهایی که دارای نژاد خالص سفید سفید هستند) موهای سفید روی پوزه، گردن، سینه، بدن و در دم دیده می‌شود. اما آکیتای آمریکایی معمولاً دارای یک «ماسک سیاه» است، بدین معنی که پوزه اش سفید نیست.
علاوه بر این، تنها آکیتا آمریکایی دارای رنگین کمان pinto است؛ یعنی همان راه راه‌های خاکستری رنگ تنوع در ظاهر و شیوه‌های پرورش آکیتا منجر به ایجاد دو نژاد جداگانه ژاپنی Akita Inu و آکیتای آمریکایی شد.
آکیتا سگ با هیبت و عضلانی با سرهای بزرگ مثلثی است. آن‌ها یک پوزه کوتاه و گوش نوک تیز دارند. آنها بلندقد بلند و دارای گردن ضخیم و عضلانی هستند. پوشش مویی آن‌ها پر از شکاف است و در انواع مختلفی از رنگها و الگوها هستند که هر کدام برای استاندارد AKC قابل قبول هستند، هر چند رنگ روشن‌تر، بهتر است. در زیر پوشش پشمی کوتاه آن‌ها لایه ای صاف و متراکم و ضخیم وجود دارد که هنگام ریختن مو و پشم آن‌ها این لایه نقش حفاظتی را ایفا می‌کند.
جدول خصوصیات رفتاری و ظاهری سگ آکیتا

## مراقبت و نگهداری
آکیتاها نیاز به مراقبت ویژه بهداشتی ندارند. حمام‌ها باید هر دو یا سه ماه یکبار داده شود، در صورتی که سگ دوست دارد در گل بازی کند استحمام بیشتری نیاز دارد.
ناخن‌ها باید یکبار در ماه کوتاه شود.
آکیتاها دو یا سه بار در سال ریزش مو کامل دارند. برس زدن روزانه یا هفتگی می‌تواند مقدار ریزش ان را در خانه کاهش دهد و موی ان را نرم و قابل کنترل نگه دارد.
چون آکیتاها پوست حساسی دارند باید از همان زمان تولگی برس زدن را مداوم انجام دهید تا از مشکلات پوستی در امان بمانند.

## هاچیکو سگی از نژاد اکیتا و اسطورهٔ وفاداری

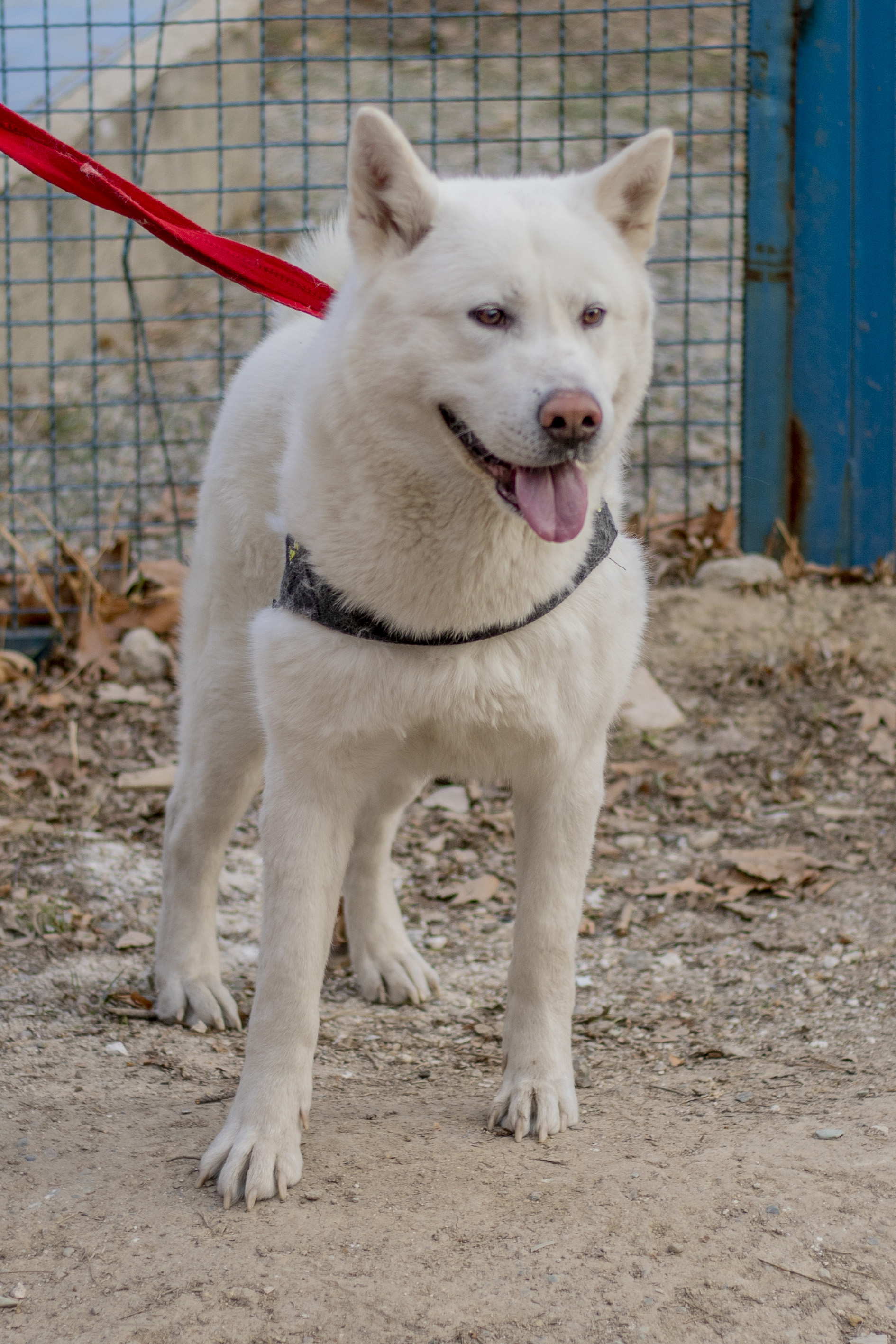
آکیتای سفید نر

داستان هاچی داستانی واقعی و زیباست از سگی از نژاد آکیتا. از این داستان فیلمی با نام «هاچی: داستان یک سگ» تهیه شده‌است.
در نوامبر سال ۱۹۲۳، در اوداتهٔ ژاپن سگ نری از نژاد آکیتا متولد شد. او را در سن ۲ ماهگی با قطار به محل زندگی جدیدش در توکیو فرستادند.
اما سفر او در ایستگاه شیبوئی به پایان رسید؛ چرا که قفس حمل او از قسمت باربری قطار جدا می‌شود و آدرسی که او باید به آن فرستاده می‌شد، گم می‌شود پروفسور یوئن استاد دانشگاه کشاورزی کسی بود که او را پیدا کرد و به خانه اش برد.
دانشگاهی که او در آن تدریس می‌کرد کمی از محل زندگی اش فاصله داشت و به همین جهت او مجبور بود هر روز به ایستگاه قطار شیبوئی برود تا به محل کار و تدریسش برسد.
پروفسور یوئن برای او قلاده ای ساخت که روی این قلاده عدد ۸ به ژاپنی نوشته شده بود. این عدد در زبان ژاپنی هاچی نامیده می‌شود. از آن جا بود که این سگ هاچی نام گرفت. آن‌ها هر روز صبح آماده می‌شدند و با هم تا ایستگاه قطار می‌رفتند. اما هاچی همراه با وفایی بود. هاچیکو در این سال‌ها متوجه شده بود که پروفسور راس ساعت ۴ به ایستگاه قطار می‌رسد. پس تصمیم می‌گیرد هر روز در این ساعت روبروی ایستگاه قطار منتظر صاحب و یارش باشد …
او هر روز راس ساعت ۴ مقابل ایستگاه قطار بود تا پروفسور یوئن بازگردد. اما در سال ۱۹۲۵ پروفسور یوئن در حالی که در دانشگاه مشغول تدریس بود، سکتهٔ مغزی کرد و در گذشت …
روزی که پروفسور یوئن از دنیا رفت، هاچی ۱۸ ماهه بود. در روزهای بعد از مرگ او هاچی هر روز راس ساعت ۴ خود را به مقابل در ایستگاه قطار می‌رساند؛ تا شب منتظر می‌ماند و بعد به خانه برمی‌گشت. بعد از مدتی هاچی خانه اش را ترک کرد. خانهٔ جدید هاچی زیر یک قطار فرسوده در شهر بود آوازهٔ هاچی در شهر و حتی کشور پیچید. در همه جای ژاپن صحبت از این سگ بود. صحبت از عشق و وفاداری به صاحبش!
۹ سال راس ساعت ۴ به ایستگاه آمد تا شاید این بار یوئن از سفر برگردد. تا این که در ۸ ماه مارس ۱۹۳۴ هاچی زمانی که۱۱ سال و ۴ ماه سن داشت جانش را از دست داد. برای آن که جای خالی هاچی را پر کنند یاد بودی از او در مقابل ایستگاه قطار در سال ۱۹۳۵ ساخته شد.
این تندیس در خلال جنگ جهانی دوم تخریب شد اما مجدد در سال ۱۹۴۷ بازسازی شد. در سال ۱۹۴۶ هم تندیسی از هاچی و پروفسور یوئن در روبروی محل تولد هاچی یعنی شهر اوداته ساخته شده تا یاد آن‌ها و عشق آن‌ها برای همیشه در خاطره‌ها بماند.

## آموزش
آکیتا به نسبت سایر نژادها نیاز به تمرین برای آموزش دارد. او از بسیاری از نژادهای دیگر دستورهای جدید را آهسته‌تر می‌آموزد. شما باید دقت و صبر بیشتری در هنگام آموزش او خرج کنید.
سگ آکیتا یک سگ بسیار دوست داشتنی و باهوش است، بطوریکه در رتبه‌بندی که در زمینه زیرکی بین نژادهای مختلف سگ صورت گرفته‌است، نژاد آکیتای ژاپنی رتبه ۵۴ را کسب کرده‌است.
این نکته بازگو کننده این است که آموزش و پرورش این سگ کار چندان دشواری نیست و شما به‌راحتی توانایی این را خواهید داشت که سگ خود را پرورش دهید و دستورهای خود را (اعم از ساکت باش، بشین، بیا، و…) به آن آموزش دهید.

## ریزش مو
ریزش موی آکیتا بسیار زیاد است.

## نظافت آکیتا
برای اینکه موهای آکیتا ریزش شدیدی دارد، روزانه نیاز به برس زدن او ضروری می‌باشد.